# Freigil e Miomães
Freigil e Miomães (oficialmente: União das Freguesias de Freigil e Miomães) é uma freguesia portuguesa do município de Resende, com 7,43 km² de área e 678 habitantes (censo de 2021). A sua densidade populacional é 91,3 hab./km².

## História
Foi criada aquando da reorganização administrativa de 2012/2013, resultando da agregação das antigas freguesias de Freigil e Miomães.

## Demografia
A população registada nos censos foi:
| Distribuição da População por Grupos Etários | Distribuição da População por Grupos Etários | Distribuição da População por Grupos Etários | Distribuição da População por Grupos Etários | Distribuição da População por Grupos Etários | Distribuição da População por Grupos Etários |
| -------------------------------------------- | -------------------------------------------- | -------------------------------------------- | -------------------------------------------- | -------------------------------------------- | -------------------------------------------- |
| Antes da agregação                           |                                              |                                              |                                              |                                              |                                              |
| Ano                                          | 0-14 anos                                    | 15-24 anos                                   | 25-64 anos                                   | >= 65 anos                                   | Total                                        |
| 2001                                         | 145                                          | 127                                          | 414                                          | 185                                          | 871                                          |
| 2011                                         | 129                                          | 92                                           | 396                                          | 173                                          | 790                                          |
| Após a agregação                             |                                              |                                              |                                              |                                              |                                              |
| Ano                                          | 0-14 anos                                    | 15-24 anos                                   | 25-64 anos                                   | >= 65 anos                                   | Total                                        |
| 2021                                         | 76                                           | 72                                           | 365                                          | 165                                          | 678                                          |